# Молоточковое фортепиано
Молоточковое фортепиа́но, хаммерклавир (нем. Hammerklavier, Hammerclavier, англ. fortepiano, фр. piano-forte) — клавишный музыкальный инструмент, старинная разновидность фортепиано.

## Общая характеристика
Термин «молоточковое фортепиано» характеризует конкретные клавишные инструменты XVIII в. и начала и середины XIX в. и применяется для различения старинной разновидности фортепиано и современных инструментов (рояля и пианино). Конструктивная особенность старинного фортепиано и современного инструмента принципиально одна и та же: как и на обычном фортепиано, по струнам старинного фортепиано ударяют деревянные молоточки, обтянутые войлоком или кожей. Однако «камерный» звук молоточкового фортепиано заметно отличается от привычного «концертного» звука современных роялей. Он суше, тише, не столь богат обертонами и не обладает широкой динамической амплитудой. В высоком регистре звук молоточкового фортепиано близок клавесинному. В низком регистре аккорды в тесном расположении на молоточковом фортепиано звучат не столь густо и «жирно», их структура прослушивается лучше.

## История

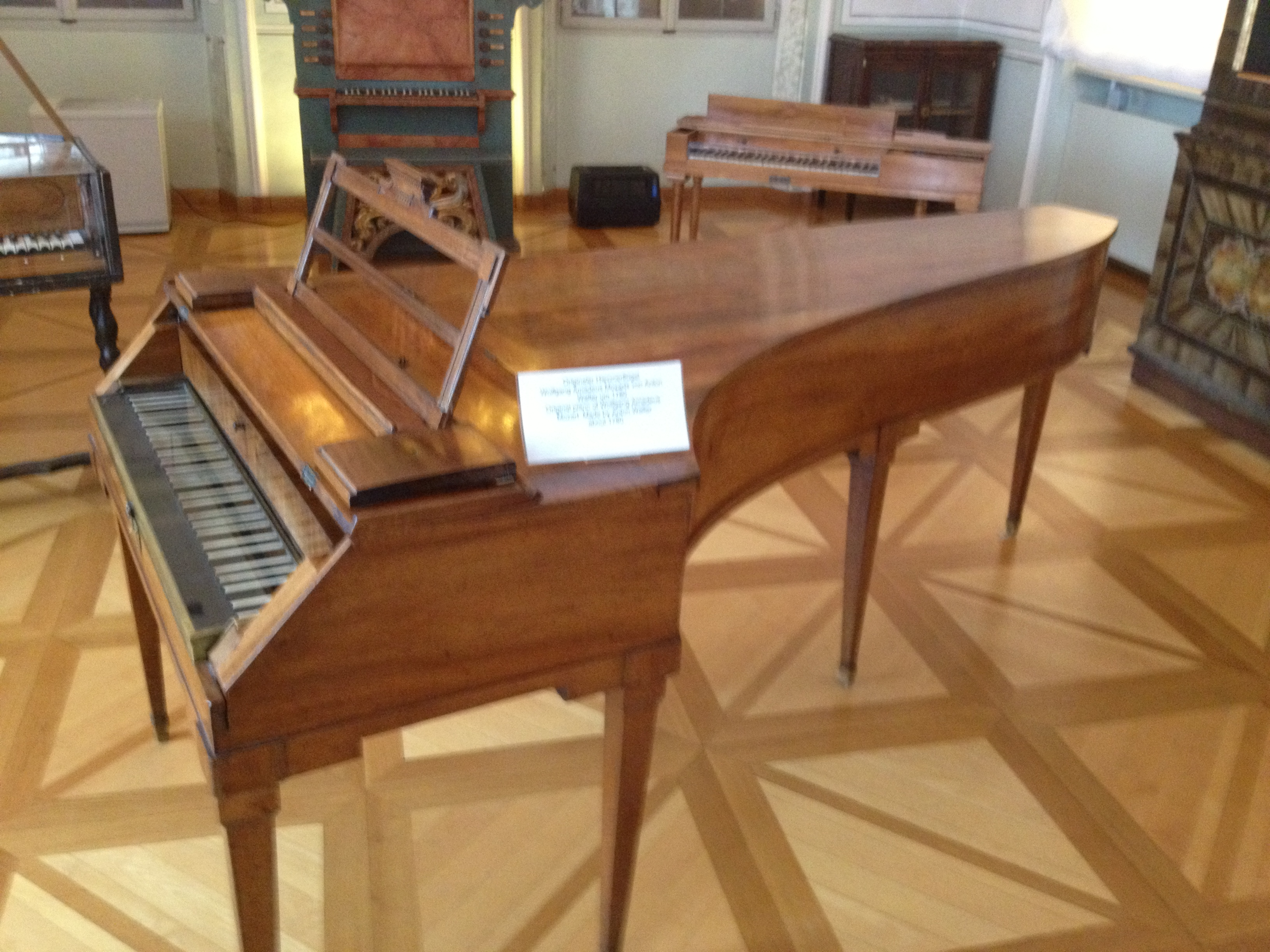
Фортепиано В. А. Моцарта. Дом-музей композитора в Зальцбурге

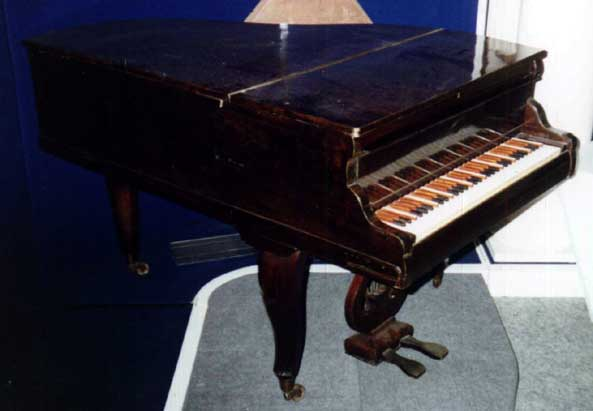
Энгармонический клавицин князя В. Ф. Одоевского (1864)

Название «фортепиано» вытекает из описания Скипионе Маффеи, которое он в 1711 г. дал инструменту 1700 г. Бартоломео Кристофори — «gravicembalo col piano, e forte» («клавесин с тихим и громким звучанием»). Такой инструмент приобрёл популярность после того, как Готтфрид Зильберман начал производить фортепиано подобного типа в Германии. Несколько экземпляров были куплены Фридрихом Великим, и на них исполнял музыку Карл Филипп Эмануэль Бах.
Одним из самых выдающихся мастеров фортепиано был Иоганн Андреас Штайн из Аугсбурга, Германия. Штайн разработал так называемый «венский» механизм, который был популярен у венских инструментов вплоть до середины XIX в.. Другим, не менее значимым венским мастером был Антон Вальтер. Фортепиано от Вальтера, принадлежащее Моцарту, сейчас представлен в Музее Моцарта в Зальцбурге, Австрия. Гайдн также владел инструментом Вальтера, а Бетховен в своё время выразил твёрдое намерение приобрести фортепиано этого мастера. Известным производителем фортепиано раннего романтизма был Конрад Граф, который создал последний инструмент Бетховена. На инструментах Графа играли Шопен, Мендельсон и Шуман. Иоганнес Брамс, в свою очередь, предпочитал фортепиано не менее известного в те времена венского производителя Иоганна Баптиста Штрейхера. Английская школа изготовления молоточкового фортепиано включала в себя таких мастеров, как Йоганнес Зумпе, Роберт Стодарт и Джон Бродвуд. Выдающимся производителем фортепиано во Франции в тот период были Эрар, Плейель (любимый мастер Фридерика Шопена) и Буасело (любимый мастер Ференца Листа). С середины XIX века эта сфера интенсивно развивалась в техническом отношении, и стало возможным производство фортепиано с использованием современных технологий. К концу столетия инструменты старой конструкции постепенно перестали производиться.

## Рецепция
Начиная с последних десятилетий XX века в русле движения аутентизма клавирную музыку XVIII—XIX веков (главным образом, венскую классику) всё более широко исполняют на молоточковом фортепиано. Среди ведущих клавиристов Алексей Любимов, Андреас Штайер, Рональд Браутигам, Малколм Билсон, Йос ван Иммерсел (Иммерзель), Пауль Бадура-Скода и другие. Одними из самых заметных современных мастеров, создающих фортепиано классического периода, являются Филипп Белт, Маргарет Ф. Гуд, Кристофер Кларк и Пол Макналти. Также всё большее количество музыкальных учебных заведений открывают курсы исторического исполнительства на фортепиано. Существует несколько конкурсов, включая Международный конкурс в Брюгге и Международный конкурс пианистов на исторических инструментах им. Шопена, организованный Институтом им. Шопена в Варшаве.